# FIA-Langstrecken-Weltmeisterschaft 2019/20

Das Logo der Rennserie

Die FIA-Langstrecken-Weltmeisterschaft 2019/20 (offiziell 2019–2020 FIA World Endurance Championship) war die achte Saison der FIA-Langstrecken-Weltmeisterschaft (WEC). Die Saison umfasste acht Rennen. Sie begann am 1. September 2019 in Silverstone und endete am 14. November 2020 in as-Sachir.

## Meisterschaft
Die Saison der Langstrecken-Weltmeisterschaft 2019/20 hat in der LMGTE Pro-Klasse ohne den Werkseinsatz von BMW stattgefunden. Nach nur einem Jahr in der Gran-Turismo-Klasse hat BMW das Engagement wieder beendet. Auch der Werkseinsatz von Ford wurde mit Ablauf der Vorsaison eingestellt.

## Regeländerungen
Für die Saison 2019/20 wurden einige Regeln angepasst.

### Punktesystem
In Le Mans wurden wieder, wie vor der Super Saison 2018/19, doppelte Punkte vergeben (50,36,30,24,20,16,12,8,4,2).
Für das 8-Stunden-Rennen von Bahrain und das 1000-Meilen-Rennen von Sebring wurden Punkte mit den Multiplikator von 1,5 vergeben (38,27,23,18,15,12,9,6,3,2).

### Equivalence of Technology
Um die Chancen der privaten Teams in der LMP1-Klasse auf einen Rennsieg zu erhöhen, wurden einige Änderungen an dem Reglement vorgenommen. Dadurch müssen die beiden Werks-Toyota 14 kg zuladen und kommen auf ein Gesamtgewicht von 932 kg. Außerdem verlieren die Hybrid-Prototypen Ihren Stint Vorteil gegenüber den LMP1 Prototypen mit Verbrennungsmotor, sowie bei einem Boxenstopp eine Sekunde längere Tankzeit. Zusätzlich werden Fahrzeugen, anhand der Meisterschaftspunkte, Zusatzgewichte vergeben, um die Chancengleichheit zu gewähren.

## Fahrer und Teams
| Legende | Legende |
| --- | ------- |
| Meldung für die komplette Saison * In allen Wertungen punkteberechtigt                                                    |         |
| Zusätzliche Meldung * Nur die Fahrer sind punkteberechtigt                                                                |         |
| Dritte Meldung eines Herstellers * Nur die Fahrer sind punkteberechtigt * Hersteller nur in Le Mans LMP1-punkteberechtigt |         |
| Gaststarter * In keiner Wertung punkteberechtigt                                                                          |         |

### LMP1
| Team                 | Fahrzeug          | Motor                          | Reifen | Nr. | Fahrer             | Rennen |
| -------------------- | ----------------- | ------------------------------ | ------ | --- | ------------------ | ------ |
| Rebellion Racing     | Rebellion R13     | Gibson GL458 4.5 L V8          | M      | 1   | Bruno Senna        | 1–7    |
| Rebellion Racing     | Rebellion R13     | Gibson GL458 4.5 L V8          | M      | 1   | Gustavo Menezes    | 1–7    |
| Rebellion Racing     | Rebellion R13     | Gibson GL458 4.5 L V8          | M      | 1   | Norman Nato        | 1–7    |
| Rebellion Racing     | Rebellion R13     | Gibson GL458 4.5 L V8          | M      | 3   | Nathanaël Berthon  | 1, 7   |
| Rebellion Racing     | Rebellion R13     | Gibson GL458 4.5 L V8          | M      | 3   | Luís Felipe Derani | 1      |
| Rebellion Racing     | Rebellion R13     | Gibson GL458 4.5 L V8          | M      | 3   | Loïc Duval         | 1      |
| Rebellion Racing     | Rebellion R13     | Gibson GL458 4.5 L V8          | M      | 3   | Romain Dumas       | 7      |
| Rebellion Racing     | Rebellion R13     | Gibson GL458 4.5 L V8          | M      | 3   | Louis Deletraz     | 7      |
| ByKolles Racing Team | ENSO CLM P1/01    | Gibson GL458 4.5 L V8          | M      | 4   | Tom Dillmann       | 6, 7   |
| ByKolles Racing Team | ENSO CLM P1/01    | Gibson GL458 4.5 L V8          | M      | 4   | Bruno Spengler     | 6, 7   |
| ByKolles Racing Team | ENSO CLM P1/01    | Gibson GL458 4.5 L V8          | M      | 4   | Oliver Webb        | 6, 7   |
| Team LNT             | Ginetta G60-LT-P1 | AER P60B 2.4 L Turbo V6        | M      | 5   | Charlie Robertson  | 1, 4   |
| Team LNT             | Ginetta G60-LT-P1 | AER P60B 2.4 L Turbo V6        | M      | 5   | Luca Ghiotto       | 2      |
| Team LNT             | Ginetta G60-LT-P1 | AER P60B 2.4 L Turbo V6        | M      | 5   | Ben Hanley         | 1–4    |
| Team LNT             | Ginetta G60-LT-P1 | AER P60B 2.4 L Turbo V6        | M      | 5   | Jordan King        | 3, 4   |
| Team LNT             | Ginetta G60-LT-P1 | AER P60B 2.4 L Turbo V6        | M      | 5   | Jegor Orudschew    | 1–3    |
| Team LNT             | Ginetta G60-LT-P1 | AER P60B 2.4 L Turbo V6        | M      | 6   | Charlie Robertson  | 2, 3   |
| Team LNT             | Ginetta G60-LT-P1 | AER P60B 2.4 L Turbo V6        | M      | 6   | Michael Simpson    | 1–4    |
| Team LNT             | Ginetta G60-LT-P1 | AER P60B 2.4 L Turbo V6        | M      | 6   | Oliver Jarvis      | 1      |
| Team LNT             | Ginetta G60-LT-P1 | AER P60B 2.4 L Turbo V6        | M      | 6   | Chris Dyson        | 4      |
| Team LNT             | Ginetta G60-LT-P1 | AER P60B 2.4 L Turbo V6        | M      | 6   | Guy Smith          | 1–4    |
| Toyota Gazoo Racing  | Toyota TS050      | Toyota 2.4 L Turbo V6 (Hybrid) | M      | 7   | Mike Conway        | 1–8    |
| Toyota Gazoo Racing  | Toyota TS050      | Toyota 2.4 L Turbo V6 (Hybrid) | M      | 7   | Kamui Kobayashi    | 1–8    |
| Toyota Gazoo Racing  | Toyota TS050      | Toyota 2.4 L Turbo V6 (Hybrid) | M      | 7   | Jose Maria Lopez   | 1–8    |
| Toyota Gazoo Racing  | Toyota TS050      | Toyota 2.4 L Turbo V6 (Hybrid) | M      | 8   | Sebastien Buemi    | 1–8    |
| Toyota Gazoo Racing  | Toyota TS050      | Toyota 2.4 L Turbo V6 (Hybrid) | M      | 8   | Kazuki Nakajima    | 1–8    |
| Toyota Gazoo Racing  | Toyota TS050      | Toyota 2.4 L Turbo V6 (Hybrid) | M      | 8   | Brendon Hartley    | 1–8    |

### LMP2
| Team                      | Fahrzeug       | Motor                 | Reifen | Nr. | Fahrer                  | Rennen    |
| ------------------------- | -------------- | --------------------- | ------ | --- | ----------------------- | --------- |
| EuroInternational         | Ligier JS P217 | Gibson GK428 4.2 L V8 | M      | 11  | Adrien Tambay           | 7         |
| EuroInternational         | Ligier JS P217 | Gibson GK428 4.2 L V8 | M      | 11  | Erik Maris              | 7         |
| EuroInternational         | Ligier JS P217 | Gibson GK428 4.2 L V8 | M      | 11  | Christophe d’Ansembourg | 7         |
| G-Drive Racing by Algarve | Oreca 07       | Gibson GK428 4.2 L V8 | G      | 16  | Ryan Cullen             | 7         |
| G-Drive Racing by Algarve | Oreca 07       | Gibson GK428 4.2 L V8 | G      | 16  | Oliver Jarvis           | 7         |
| G-Drive Racing by Algarve | Oreca 07       | Gibson GK428 4.2 L V8 | G      | 16  | Nick Tandy              | 7         |
| Algarve Pro Racing        | Oreca 07       | Gibson GK428 4.2 L V8 | G      | 25  | John Falb               | 7         |
| Algarve Pro Racing        | Oreca 07       | Gibson GK428 4.2 L V8 | G      | 25  | Simon Trummer           | 7         |
| Algarve Pro Racing        | Oreca 07       | Gibson GK428 4.2 L V8 | G      | 25  | Matt McMurry            | 7         |
| Idec Sport                | Oreca 07       | Gibson GK428 4.2 L V8 | M      | 17  | Patrick Pilet           | 7         |
| Idec Sport                | Oreca 07       | Gibson GK428 4.2 L V8 | M      | 17  | Kyle Tilley             | 7         |
| Idec Sport                | Oreca 07       | Gibson GK428 4.2 L V8 | M      | 17  | Jonathan Kennard        | 7         |
| Idec Sport                | Oreca 07       | Gibson GK428 4.2 L V8 | M      | 28  | Paul Lafargue           | 7         |
| Idec Sport                | Oreca 07       | Gibson GK428 4.2 L V8 | M      | 28  | Paul-Loup Chatin        | 7         |
| Idec Sport                | Oreca 07       | Gibson GK428 4.2 L V8 | M      | 28  | Richard Bradley         | 7         |
| Dragonspeed USA           | Oreca 07       | Gibson GK428 4.2 L V8 | M      | 21  | Ben Hanley              | 5         |
| Dragonspeed USA           | Oreca 07       | Gibson GK428 4.2 L V8 | M      | 21  | Henrik Hedman           | 5         |
| Dragonspeed USA           | Oreca 07       | Gibson GK428 4.2 L V8 | M      | 21  | Colin Braun             | 5         |
| Dragonspeed USA           | Oreca 07       | Gibson GK428 4.2 L V8 | M      | 21  | Memo Rojas              | 7         |
| Dragonspeed USA           | Oreca 07       | Gibson GK428 4.2 L V8 | M      | 21  | Timothé Buret           | 7         |
| Dragonspeed USA           | Oreca 07       | Gibson GK428 4.2 L V8 | M      | 21  | Juan Pablo Montoya      | 7         |
| Dragonspeed USA           | Oreca 07       | Gibson GK428 4.2 L V8 | M      | 27  | Ben Hanley              | 7         |
| Dragonspeed USA           | Oreca 07       | Gibson GK428 4.2 L V8 | M      | 27  | Henrik Hedman           | 7         |
| Dragonspeed USA           | Oreca 07       | Gibson GK428 4.2 L V8 | M      | 27  | Renger van der Zande    | 7         |
| United Autosports         | Oreca 07       | Gibson GK428 4.2 L V8 | M      | 22  | Philip Hanson           | 1–8       |
| United Autosports         | Oreca 07       | Gibson GK428 4.2 L V8 | M      | 22  | Filipe Albuquerque      | 1–8       |
| United Autosports         | Oreca 07       | Gibson GK428 4.2 L V8 | M      | 22  | Paul di Resta           | 1, 3–8    |
| United Autosports         | Oreca 07       | Gibson GK428 4.2 L V8 | M      | 22  | Oliver Jarvis           | 2         |
| United Autosports         | Oreca 07       | Gibson GK428 4.2 L V8 | M      | 32  | Will Owen               | 7         |
| United Autosports         | Oreca 07       | Gibson GK428 4.2 L V8 | M      | 32  | Alex Brundle            | 7         |
| United Autosports         | Oreca 07       | Gibson GK428 4.2 L V8 | M      | 32  | Job van Uitert          | 7         |
| Nielsen Racing            | Oreca 07       | Gibson GK428 4.2 L V8 | M      | 24  | Garett Grist            | 7         |
| Nielsen Racing            | Oreca 07       | Gibson GK428 4.2 L V8 | M      | 24  | Alex Kapadia            | 7         |
| Nielsen Racing            | Oreca 07       | Gibson GK428 4.2 L V8 | M      | 24  | Anthony Wells           | 7         |
| G-Drive Racing            | Aurus 01       | Gibson GK428 4.2 L V8 | M      | 26  | Roman Rusinov           | 4, 7      |
| G-Drive Racing            | Aurus 01       | Gibson GK428 4.2 L V8 | M      | 26  | Job van Uitert          | 4         |
| G-Drive Racing            | Aurus 01       | Gibson GK428 4.2 L V8 | M      | 26  | Mikkel Jensen           | 7         |
| G-Drive Racing            | Aurus 01       | Gibson GK428 4.2 L V8 | M      | 26  | Jean-Éric Vergne        | 4, 7      |
| Racing Team Nederland     | Oreca 07       | Gibson GK428 4.2 L V8 | M      | 29  | Frits van Eerd          | 1–8       |
| Racing Team Nederland     | Oreca 07       | Gibson GK428 4.2 L V8 | M      | 29  | Giedo van der Garde     | 1–8       |
| Racing Team Nederland     | Oreca 07       | Gibson GK428 4.2 L V8 | M      | 29  | Job van Uitert          | 1, 6      |
| Racing Team Nederland     | Oreca 07       | Gibson GK428 4.2 L V8 | M      | 29  | Nyck de Vries           | 2–5, 7, 8 |
| Duqueine Team             | Oreca 07       | Gibson GK428 4.2 L V8 | M      | 30  | Jonathan Hirschi        | 7         |
| Duqueine Team             | Oreca 07       | Gibson GK428 4.2 L V8 | M      | 30  | Konstantin Tereschenko  | 7         |
| Duqueine Team             | Oreca 07       | Gibson GK428 4.2 L V8 | M      | 30  | Tristan Gommendy        | 7         |
| Panis Racing              | Oreca 07       | Gibson GK428 4.2 L V8 | G      | 31  | Nicolas Jamin           | 7         |
| Panis Racing              | Oreca 07       | Gibson GK428 4.2 L V8 | G      | 31  | Julien Canal            | 7         |
| Panis Racing              | Oreca 07       | Gibson GK428 4.2 L V8 | G      | 31  | Matthieu Vaxiviere      | 7         |
| High Class Racing         | Oreca 07       | Gibson GK428 4.2 L V8 | G M    | 33  | Mark Patterson          | 1–7       |
| High Class Racing         | Oreca 07       | Gibson GK428 4.2 L V8 | G M    | 33  | Kenta Yamashita         | 1–7       |
| High Class Racing         | Oreca 07       | Gibson GK428 4.2 L V8 | G M    | 33  | Anders Fjordbach        | 1–7       |
| Inter Europol Competition | Ligier JS P217 | Gibson GK428 4.2 L V8 | M      | 34  | Jakub Śmiechowski       | 7         |
| Inter Europol Competition | Ligier JS P217 | Gibson GK428 4.2 L V8 | M      | 34  | René Binder             | 7         |
| Inter Europol Competition | Ligier JS P217 | Gibson GK428 4.2 L V8 | M      | 34  | Matewos Issaakjan       | 7         |
| Eurasia Motorsport        | Ligier JS P217 | Gibson GK428 4.2 L V8 | M      | 35  | Nobuya Yamanaka         | 6, 7      |
| Eurasia Motorsport        | Ligier JS P217 | Gibson GK428 4.2 L V8 | M      | 35  | Nick Foster             | 6, 7      |
| Eurasia Motorsport        | Ligier JS P217 | Gibson GK428 4.2 L V8 | M      | 35  | Roberto Merhi           | 6, 7      |
| Signatech Alpine Elf      | Alpine A470    | Gibson GK428 4.2 L V8 | M      | 36  | Thomas Laurent          | 1–8       |
| Signatech Alpine Elf      | Alpine A470    | Gibson GK428 4.2 L V8 | M      | 36  | Andre Negrao            | 1–8       |
| Signatech Alpine Elf      | Alpine A470    | Gibson GK428 4.2 L V8 | M      | 36  | Pierre Ragues           | 1–8       |
| Jackie Chan DC Racing     | Oreca 07       | Gibson GK428 4.2 L V8 | G      | 37  | Ho-Pin Tung             | 1–8       |
| Jackie Chan DC Racing     | Oreca 07       | Gibson GK428 4.2 L V8 | G      | 37  | Gabriel Aubry           | 1–5, 7, 8 |
| Jackie Chan DC Racing     | Oreca 07       | Gibson GK428 4.2 L V8 | G      | 37  | Ryan Cullen             | 6         |
| Jackie Chan DC Racing     | Oreca 07       | Gibson GK428 4.2 L V8 | G      | 37  | Will Stevens            | 1–8       |
| Jota Sport                | Oreca 07       | Gibson GK428 4.2 L V8 | G      | 38  | Roberto Gonzalez        | 1–8       |
| Jota Sport                | Oreca 07       | Gibson GK428 4.2 L V8 | G      | 38  | Antonio Felix da Costa  | 1–8       |
| Jota Sport                | Oreca 07       | Gibson GK428 4.2 L V8 | G      | 38  | Anthony Davidson        | 2–8       |
| SO24-HAS by Graff         | Oreca 07       | Gibson GK428 4.2 L V8 | M      | 39  | James Allen             | 7         |
| SO24-HAS by Graff         | Oreca 07       | Gibson GK428 4.2 L V8 | M      | 39  | Vincent Capillaire      | 7         |
| SO24-HAS by Graff         | Oreca 07       | Gibson GK428 4.2 L V8 | M      | 39  | Charles Milesi          | 7         |
| Cool Racing               | Oreca 07       | Gibson GK428 4.2 L V8 | M      | 42  | Nicolas Lapierre        | 1–7       |
| Cool Racing               | Oreca 07       | Gibson GK428 4.2 L V8 | M      | 42  | Antonin Borga           | 1–7       |
| Cool Racing               | Oreca 07       | Gibson GK428 4.2 L V8 | M      | 42  | Alexandre Coigny        | 2–7       |
| Cetilar Racing            | Dallara P217   | Gibson GK428 4.2 L V8 | M      | 47  | Roberto Lacorte         | 1–8       |
| Cetilar Racing            | Dallara P217   | Gibson GK428 4.2 L V8 | M      | 47  | Andrea Belicchi         | 1–8       |
| Cetilar Racing            | Dallara P217   | Gibson GK428 4.2 L V8 | M      | 47  | Giorgio Sernagiotto     | 1–8       |
| Richard Mille Racing Team | Oreca 07       | Gibson GK428 4.2 L V8 | M      | 50  | Tatiana Calderón        | 7         |
| Richard Mille Racing Team | Oreca 07       | Gibson GK428 4.2 L V8 | M      | 50  | Sophia Flörsch          | 7         |
| Richard Mille Racing Team | Oreca 07       | Gibson GK428 4.2 L V8 | M      | 50  | Beitske Visser          | 7         |

Anmerkungen
1. ↑  Rennen 5 und 7

### LMGTE Pro
| Team                | Fahrzeug                 | Reifen | Nr. | Fahrer                | Rennen |
| ------------------- | ------------------------ | ------ | --- | --------------------- | ------ |
| AF Corse            | Ferrari 488 GTE EVO      | M      | 51  | James Calado          | 1–8    |
| AF Corse            | Ferrari 488 GTE EVO      | M      | 51  | Alessandro Pier Guidi | 1–7    |
| AF Corse            | Ferrari 488 GTE EVO      | M      | 51  | Daniel Serra          | 7, 8   |
| AF Corse            | Ferrari 488 GTE EVO      | M      | 71  | Davide Rigon          | 1–8    |
| AF Corse            | Ferrari 488 GTE EVO      | M      | 71  | Miguel Molina         | 1–8    |
| AF Corse            | Ferrari 488 GTE EVO      | M      | 71  | Sam Bird              | 7      |
| Corvette Racing     | Corvette C8.R            | M      | 63  | Jan Magnussen         | 5      |
| Corvette Racing     | Corvette C8.R            | M      | 63  | Mike Rockenfeller     | 5      |
| Weathertech Racing  | Ferrari 488 GTE EVO      | M      | 63  | Cooper MacNeil        | 7      |
| Weathertech Racing  | Ferrari 488 GTE EVO      | M      | 63  | Jeff Segal            | 7      |
| Weathertech Racing  | Ferrari 488 GTE EVO      | M      | 63  | Toni Vilander         | 7      |
| Risi Competizione   | Ferrari 488 GTE EVO      | M      | 82  | Sébastien Bourdais    | 7      |
| Risi Competizione   | Ferrari 488 GTE EVO      | M      | 82  | Olivier Pla           | 7      |
| Risi Competizione   | Ferrari 488 GTE EVO      | M      | 82  | Jules Gounon          | 7      |
| Porsche GT Team     | Porsche 911 RSR-19       | M      | 91  | Gianmaria Bruni       | 1–8    |
| Porsche GT Team     | Porsche 911 RSR-19       | M      | 91  | Richard Lietz         | 1–8    |
| Porsche GT Team     | Porsche 911 RSR-19       | M      | 91  | Frédéric Makowiecki   | 7      |
| Porsche GT Team     | Porsche 911 RSR-19       | M      | 92  | Michael Christensen   | 1–8    |
| Porsche GT Team     | Porsche 911 RSR-19       | M      | 92  | Kévin Estre           | 1–8    |
| Porsche GT Team     | Porsche 911 RSR-19       | M      | 92  | Laurens Vanthoor      | 7      |
| Aston Martin Racing | Aston Martin Vantage AMR | M      | 95  | Marco Sørensen        | 1–8    |
| Aston Martin Racing | Aston Martin Vantage AMR | M      | 95  | Nicki Thiim           | 1–8    |
| Aston Martin Racing | Aston Martin Vantage AMR | M      | 95  | Richard Westbrook     | 7      |
| Aston Martin Racing | Aston Martin Vantage AMR | M      | 97  | Alex Lynn             | 1–7    |
| Aston Martin Racing | Aston Martin Vantage AMR | M      | 97  | Richard Westbrook     | 8      |
| Aston Martin Racing | Aston Martin Vantage AMR | M      | 97  | Maxime Martin         | 1–8    |
| Aston Martin Racing | Aston Martin Vantage AMR | M      | 97  | Harry Tincknell       | 7      |

### LMGTE Am
| Team                  | Fahrzeug                 | Reifen | Nr. | Fahrer                    | Rennen     |
| --------------------- | ------------------------ | ------ | --- | ------------------------- | ---------- |
| AF Corse              | Ferrari 488 GTE EVO      | M      | 52  | Christoph Ulrich          | 7          |
| AF Corse              | Ferrari 488 GTE EVO      | M      | 52  | Steffen Görig             | 7          |
| AF Corse              | Ferrari 488 GTE EVO      | M      | 52  | Alexander West            | 7          |
| AF Corse              | Ferrari 488 GTE EVO      | M      | 54  | Thomas Flohr              | 1–8        |
| AF Corse              | Ferrari 488 GTE EVO      | M      | 54  | Francesco Castellacci     | 1–8        |
| AF Corse              | Ferrari 488 GTE EVO      | M      | 54  | Giancarlo Fisichella      | 1–8        |
| AF Corse              | Ferrari 488 GTE EVO      | M      | 83  | François Perrodo          | 1–8        |
| AF Corse              | Ferrari 488 GTE EVO      | M      | 83  | Emmanuel Collard          | 1–8        |
| AF Corse              | Ferrari 488 GTE EVO      | M      | 83  | Nicklas Nielsen           | 1–8        |
| Spirit of Race        | Ferrari 488 GTE EVO      | M      | 55  | Duncan Cameron            | 7          |
| Spirit of Race        | Ferrari 488 GTE EVO      | M      | 55  | Matthew Griffin           | 7          |
| Spirit of Race        | Ferrari 488 GTE EVO      | M      | 55  | Aaron Scott               | 7          |
| Team Project 1        | Porsche 911 RSR          | M      | 56  | Egidio Perfetti           | 1–8        |
| Team Project 1        | Porsche 911 RSR          | M      | 56  | David Kolkmann            | 1          |
| Team Project 1        | Porsche 911 RSR          | M      | 56  | David Heinemeier Hansson  | 2–4        |
| Team Project 1        | Porsche 911 RSR          | M      | 56  | Laurents Hörr             | 5, 6       |
| Team Project 1        | Porsche 911 RSR          | M      | 56  | Larry ten Voorde          | 7, 8       |
| Team Project 1        | Porsche 911 RSR          | M      | 56  | Matteo Cairoli            | 1–7        |
| Team Project 1        | Porsche 911 RSR          | M      | 56  | Jörg Bergmeister          | 8          |
| Team Project 1        | Porsche 911 RSR          | M      | 57  | Ben Keating               | 1–8        |
| Team Project 1        | Porsche 911 RSR          | M      | 57  | Felipe Fraga              | 1, 2, 5–7  |
| Team Project 1        | Porsche 911 RSR          | M      | 57  | Larry ten Voorde          | 3, 4       |
| Team Project 1        | Porsche 911 RSR          | M      | 57  | Dylan Pereira             | 8          |
| Team Project 1        | Porsche 911 RSR          | M      | 57  | Jeroen Bleekemolen        | 1–8        |
| Team Project 1        | Porsche 911 RSR          | M      | 89  | Philippe Haezebrouck      | 7          |
| Team Project 1        | Porsche 911 RSR          | M      | 89  | Julien Piguet             | 7          |
| Team Project 1        | Porsche 911 RSR          | M      | 89  | Andreas Laskaratos        | 7          |
| Iron Lynx             | Ferrari 488 GTE EVO      | M      | 60  | Claudio Schiavoni         | 7          |
| Iron Lynx             | Ferrari 488 GTE EVO      | M      | 60  | Sergio Pianezzola         | 7          |
| Iron Lynx             | Ferrari 488 GTE EVO      | M      | 60  | Paolo Ruberti             | 7          |
| Iron Lynx             | Ferrari 488 GTE EVO      | M      | 75  | Rino Mastronardi          | 7          |
| Iron Lynx             | Ferrari 488 GTE EVO      | M      | 75  | Matteo Cressoni           | 7          |
| Iron Lynx             | Ferrari 488 GTE EVO      | M      | 75  | Andrea Piccini            | 7          |
| Iron Lynx             | Ferrari 488 GTE EVO      | M      | 85  | Manuela Gostner           | 7          |
| Iron Lynx             | Ferrari 488 GTE EVO      | M      | 85  | Rahel Frey                | 7          |
| Iron Lynx             | Ferrari 488 GTE EVO      | M      | 85  | Michelle Gatting          | 7          |
| Luzich Racing         | Ferrari 488 GTE EVO      | M      | 61  | Francesco Piovanetti      | 7          |
| Luzich Racing         | Ferrari 488 GTE EVO      | M      | 61  | Oswaldo Negri             | 7          |
| Luzich Racing         | Ferrari 488 GTE EVO      | M      | 61  | Côme Ledogar              | 7          |
| Red River Sport       | Ferrari 488 GTE EVO      | M      | 62  | Bonamy Grimes             | 1–8        |
| Red River Sport       | Ferrari 488 GTE EVO      | M      | 62  | Johnny Mowlem             | 1–7        |
| Red River Sport       | Ferrari 488 GTE EVO      | M      | 62  | Charlie Hollings          | 1–7        |
| Red River Sport       | Ferrari 488 GTE EVO      | M      | 62  | Kei Cozzolino             | 8          |
| Red River Sport       | Ferrari 488 GTE EVO      | M      | 62  | Colin Noble               | 8          |
| JMW Motorsport        | Ferrari 488 GTE EVO      | M      | 66  | Richard Heistand          | 7          |
| JMW Motorsport        | Ferrari 488 GTE EVO      | M      | 66  | Maxwell Root              | 7          |
| JMW Motorsport        | Ferrari 488 GTE EVO      | M      | 66  | Jan Magnussen             | 7          |
| MR Racing             | Ferrari 488 GTE EVO      | M      | 70  | Motoaki Ishikawa          | 1–5        |
| MR Racing             | Ferrari 488 GTE EVO      | M      | 70  | Olivier Beretta           | 1–5        |
| MR Racing             | Ferrari 488 GTE EVO      | M      | 70  | Kei Cozzolino             | 1–5, 7     |
| MR Racing             | Ferrari 488 GTE EVO      | M      | 70  | Takeshi Kimura            | 7          |
| MR Racing             | Ferrari 488 GTE EVO      | M      | 70  | Vincent Abril             | 7          |
| Hub Auto Racing       | Ferrari 488 GTE EVO      | M      | 72  | Morris Chen               | 7          |
| Hub Auto Racing       | Ferrari 488 GTE EVO      | M      | 72  | Marcos Gomes              | 7          |
| Hub Auto Racing       | Ferrari 488 GTE EVO      | M      | 72  | Tom Blomqvist             | 7          |
| Dempsey-Proton Racing | Porsche 911 RSR          | M      | 77  | Christian Ried            | 1–8        |
| Dempsey-Proton Racing | Porsche 911 RSR          | M      | 77  | Riccardo Pera             | 1–8        |
| Dempsey-Proton Racing | Porsche 911 RSR          | M      | 77  | Matt Campbell             | 1–7        |
| Dempsey-Proton Racing | Porsche 911 RSR          | M      | 77  | Dennis Olsen              | 8          |
| Dempsey-Proton Racing | Porsche 911 RSR          | M      | 88  | Satoshi Hoshino           | 2          |
| Dempsey-Proton Racing | Porsche 911 RSR          | M      | 88  | Angelo Negro              | 3          |
| Dempsey-Proton Racing | Porsche 911 RSR          | M      | 88  | Khaled Al Qubaisi         | 4, 8       |
| Dempsey-Proton Racing | Porsche 911 RSR          | M      | 88  | Bret Curtis               | 5          |
| Dempsey-Proton Racing | Porsche 911 RSR          | M      | 88  | Adrien de Leener          | 2, 4, 5, 7 |
| Dempsey-Proton Racing | Porsche 911 RSR          | M      | 88  | Will Bamber               | 3          |
| Dempsey-Proton Racing | Porsche 911 RSR          | M      | 88  | Thomas Preining           | 1–5, 7     |
| Dempsey-Proton Racing | Porsche 911 RSR          | M      | 88  | Gianluca Giraudi          | 1, 6       |
| Dempsey-Proton Racing | Porsche 911 RSR          | M      | 88  | Ricardo Sanchez           | 1, 6       |
| Dempsey-Proton Racing | Porsche 911 RSR          | M      | 88  | Lucas Légeret             | 6          |
| Dempsey-Proton Racing | Porsche 911 RSR          | M      | 88  | Dominique Bastien         | 7          |
| Dempsey-Proton Racing | Porsche 911 RSR          | M      | 88  | Jaxon Evans               | 8          |
| Dempsey-Proton Racing | Porsche 911 RSR          | M      | 88  | Marco Holzer              | 8          |
| Dempsey-Proton Racing | Porsche 911 RSR          | M      | 99  | Vutthikorn Inthraphuvasak | 7          |
| Dempsey-Proton Racing | Porsche 911 RSR          | M      | 99  | Lucas Légeret             | 7          |
| Dempsey-Proton Racing | Porsche 911 RSR          | M      | 99  | Julien Andlauer           | 7          |
| Proton Competition    | Porsche 911 RSR          | M      | 78  | Philippe Prette           | 3          |
| Proton Competition    | Porsche 911 RSR          | M      | 78  | Louis Prette              | 3          |
| Proton Competition    | Porsche 911 RSR          | M      | 78  | Vincent Abril             | 3          |
| Proton Competition    | Porsche 911 RSR          | M      | 78  | Horst Felbermayr          | 7          |
| Proton Competition    | Porsche 911 RSR          | M      | 78  | Michele Beretta           | 7          |
| Proton Competition    | Porsche 911 RSR          | M      | 78  | Max van Splunteren        | 7          |
| Gulf Racing           | Porsche 911 RSR          | M      | 86  | Mike Wainwright           | 1–8        |
| Gulf Racing           | Porsche 911 RSR          | M      | 86  | Andrew Watson             | 1–7        |
| Gulf Racing           | Porsche 911 RSR          | M      | 86  | Alessio Picariello        | 8          |
| Gulf Racing           | Porsche 911 RSR          | M      | 86  | Ben Barker                | 1–8        |
| TF Sport              | Aston Martin Vantage AMR | M      | 90  | Salih Yoluç               | 1–8        |
| TF Sport              | Aston Martin Vantage AMR | M      | 90  | Charlie Eastwood          | 1–8        |
| TF Sport              | Aston Martin Vantage AMR | M      | 90  | Jonny Adam                | 1–8        |
| Aston Martin Racing   | Aston Martin Vantage AMR | M      | 98  | Paul Dalla Lana           | 1–8        |
| Aston Martin Racing   | Aston Martin Vantage AMR | M      | 98  | Darren Turner             | 1–5        |
| Aston Martin Racing   | Aston Martin Vantage AMR | M      | 98  | Augusto Farfus            | 6, 7       |
| Aston Martin Racing   | Aston Martin Vantage AMR | M      | 98  | Pedro Lamy                | 8          |
| Aston Martin Racing   | Aston Martin Vantage AMR | M      | 98  | Ross Gunn                 | 1–8        |

## Rennkalender
Die FIA-Langstrecken-Weltmeisterschaft 2019/20 beinhaltet acht Rennen. Es gibt einige Veränderungen zum Kalender der Vorsaison. Das Rennen in Bahrain kehrt zurück in den Kalender, außerdem wurden die Renndistanzen angepasst. Die Rennen von Fuji und Shanghai finden jeweils eine Woche früher statt, um Terminkollisionen mit dem Großen Preis von Japan der Formel 1 und dem Macau Grand Prix zu vermeiden.
Das 6-Stunden-Rennen von Sao Paulo sollte ursprünglich ebenfalls in den Kalender zurückkehren und am 1. Februar 2020 stattfinden, es wurde aber nach Problemen mit dem Veranstalter abgesagt und durch das 6-Stunden-Rennen von Austin am 23. Februar ersetzt.
Das für den 20. März geplante 1000-Meilen-Rennen von Sebring wurde wegen der COVID-19-Pandemie abgesagt. Am 3. April wurde ein veränderter Kalender veröffentlicht. Dieser enthält Ersatztermine für Spa und Le Mans, sowie ein weiteres 8-Stunden-Rennen von Bahrain als Ersatz für das Rennen in Sebring.
| Nr. | Datum             | Rennname / Ort                                             | Sieger LMP1                                     | Sieger LMP2                                              | Sieger LM GTE Pro                       | Sieger LM GTE Am                                  |
| --- | ----------------- | ---------------------------------------------------------- | ----------------------------------------------- | -------------------------------------------------------- | --------------------------------------- | ------------------------------------------------- |
| 1   | 01. September     | 4-Stunden-Rennen von Silverstone (Silverstone)             | Toyota Gazoo Racing                             | Cool Racing                                              | Porsche GT Team                         | AF Corse                                          |
| 1   | 01. September     | 4-Stunden-Rennen von Silverstone (Silverstone)             | Mike Conway Kamui Kobayashi Jose Maria Lopez    | Nicolas Lapierre Antonin Borga                           | Gianmaria Bruni Richard Lietz           | François Perrodo Emmanuel Collard Nicklas Nielsen |
| 2   | 06. Oktober       | 6-Stunden-Rennen von Fuji (Fuji)                           | Toyota Gazoo Racing                             | Racing Team Nederland                                    | Aston Martin Racing                     | TF Sport                                          |
| 2   | 06. Oktober       | 6-Stunden-Rennen von Fuji (Fuji)                           | Sebastien Buemi Kazuki Nakajima Brendon Hartley | Frits van Eerd Giedo van der Garde Nyck de Vries         | Marco Sørensen Nicki Thiim              | Salih Yoluc Charlie Eastwood Jonathan Adam        |
| 3   | 10. November      | 4-Stunden-Rennen von Shanghai (Shanghai)                   | Rebellion Racing                                | Jota Sport                                               | AF Corse                                | TF Sport                                          |
| 3   | 10. November      | 4-Stunden-Rennen von Shanghai (Shanghai)                   | Bruno Senna Gustavo Menezes Norman Nato         | Roberto Gonzalez Antonio Felix da Costa Anthony Davidson | James Calado Alessandro Pier Guidi      | Salih Yoluc Charlie Eastwood Jonathan Adam        |
| 4   | 14. Dezember      | 8-Stunden-Rennen von Bahrain (as-Sachir)                   | Toyota Gazoo Racing                             | United Autosports                                        | Aston Martin Racing                     | Team Project 1                                    |
| 4   | 14. Dezember      | 8-Stunden-Rennen von Bahrain (as-Sachir)                   | Mike Conway Kamui Kobayashi Jose Maria Lopez    | Philip Hanson Filipe Albuquerque Paul di Resta           | Marco Sørensen Nicki Thiim              | Ben Keating Larry ten Voorde Jeroen Bleekemolen   |
| 5   | 23. Februar       | 6-Stunden-Rennen von Austin (Austin)                       | Rebellion Racing                                | United Autosports                                        | Aston Martin Racing                     | TF Sport                                          |
| 5   | 23. Februar       | 6-Stunden-Rennen von Austin (Austin)                       | Bruno Senna Gustavo Menezes Norman Nato         | Philip Hanson Filipe Albuquerque Paul di Resta           | Marco Sørensen Nicki Thiim              | Salih Yoluc Charlie Eastwood Jonny Adam           |
| 0   | 20. März          | 1000-Meilen-Rennen von Sebring (Sebring)                   | Rennen abgesagt                                 | Rennen abgesagt                                          | Rennen abgesagt                         | Rennen abgesagt                                   |
| 6   | 15. August        | 6-Stunden-Rennen von Spa-Francorchamps (Spa-Francorchamps) | Toyota Gazoo Racing                             | United Autosports                                        | Porsche GT Team                         | AF Corse                                          |
| 6   | 15. August        | 6-Stunden-Rennen von Spa-Francorchamps (Spa-Francorchamps) | Mike Conway Kamui Kobayashi Jose Maria Lopez    | Philip Hanson Filipe Albuquerque Paul di Resta           | Michael Christensen Kevin Estre         | François Perrodo Emmanuel Collard Nicklas Nielsen |
| 7   | 19.–20. September | 24-Stunden-Rennen von Le Mans (Le Mans)                    | Toyota Gazoo Racing                             | United Autosports                                        | Aston Martin Racing                     | TF Sport                                          |
| 7   | 19.–20. September | 24-Stunden-Rennen von Le Mans (Le Mans)                    | Sebastien Buemi Kazuki Nakajima Brendon Hartley | Philip Hanson Filipe Albuquerque Paul di Resta           | Alex Lynn Maxime Martin Harry Tincknell | Salih Yoluc Charlie Eastwood Jonny Adam           |
| 8   | 14. November      | 8-Stunden-Rennen von Bahrain (as-Sachir)                   | Toyota Gazoo Racing                             | Jackie Chan DC Racing                                    | Porsche GT Team                         | Team Project 1                                    |
| 8   | 14. November      | 8-Stunden-Rennen von Bahrain (as-Sachir)                   | Mike Conway Kamui Kobayashi Jose Maria Lopez    | Ho-Pin Tung Gabriel Aubry Will Stevens                   | Michael Christensen Kevin Estre         | Egidio Perfetti Larry ten Voorde Jörg Bergmeister |

## Wertungen

### Fahrerweltmeisterschaft der LMP-Fahrer
Für die Fahrerweltmeisterschaft der LMP-Fahrer (LMP FIA World Endurance Drivers Championship) sind alle Piloten in einem Le-Mans-Prototyp wertungsberechtigt. Die Punkte werden nach dem folgenden System vergeben. Zusätzlich gibt es einen Bonuspunkt für die Fahrer, die in der LMP-Klasse auf der Pole-Position stehen.
| Renndistanz           | 1. | 2. | 3. | 4. | 5. | 6. | 7. | 8. | 9. | 10. | Klassifiziert |
| --------------------- | -- | -- | -- | -- | -- | -- | -- | -- | -- | --- | ------------- |
| 4 Stunden/6 Stunden   | 25 | 18 | 15 | 12 | 10 | 8  | 6  | 4  | 2  | 1   | 0,5           |
| 1000 Meilen/8 Stunden | 38 | 27 | 23 | 18 | 15 | 12 | 9  | 6  | 3  | 2   | 1             |
| 24 Stunden            | 50 | 36 | 30 | 24 | 20 | 16 | 12 | 8  | 4  | 2   | 1             |

| Pos.        | Fahrer                                 | SIL | FUJ | SHA | BRN | AUS | SPA | LMS | BRN | Punkte |
| ----------- | -------------------------------------- | --- | --- | --- | --- | --- | --- | --- | --- | ------ |
| 01          | M. Conway K. Kobayashi J. Lopez        | 1   | 2   | 3   | 1   | 3   | 1   | 3   | 1   | 207,0  |
| 02          | S. Buemi K. Nakajima B. Hartley        | 2   | 1   | 2   | 2   | 2   | 2   | 1   | 2   | 202,0  |
| 03          | B. Senna G. Menezes N. Nato            | 10  | 3   | 1   | 3   | 1   | 3   | 2   |     | 145,0  |
| 04          | P. Hanson F. Albuquerque               | DNF | 6   | 8   | 4   | 4   | 4   | 5   | 6   | 90,0   |
| 05          | P. di Resta                            | DNF |     | 8   | 4   | 4   | 4   | 5   | 6   | 82,0   |
| 06          | R. Gonzalez A. Felix da Costa          | 9   | DSQ | 6   | 5   | 6   | 7   | 6   | 4   | 79,0   |
| 07          | A. Davidson                            |     | DSQ | 6   | 5   | 6   | 7   | 6   | 4   | 75,0   |
| 08          | H. Tung W. Stevens                     | 8   | 5   | 7   | 6   | 5   | 23  | DSQ | 3   | 69,0   |
| 09          | G. Aubry                               | 8   | 5   | 7   | 6   | 5   |     | DSQ | 3   | 67,0   |
| 10          | F. van Eerd G. van der Garde           | 7   | 4   | 10  | 9   | 8   | 6   | 19  | 5   | 58,0   |
| 11          | T. Laurent A. Negrao P. Ragues         | 6   | 10  | 9   | 8   | 9   | DNF | 8   | 6   | 49,0   |
| 12          | N. Lapierre A. Borga                   | 5   | 8   | DNF | 10  | 7   | 5   | 12  |     | 47,0   |
| 13          | N. de Vries                            |     | 4   | 10  | 9   | 8   |     | 19  | 5   | 42,0   |
| 14          | A. Coigny                              |     | 8   | DNF | 10  | 7   | 5   | 12  |     | 35,0   |
| 15          | B. Hanley                              | 4   | 11  | 4   | DNF |     |     |     |     | 27,5   |
| 15          | J. Orudschew                           | 4   | 11  | 4   |     |     |     |     |     | 27,5   |
| 16          | C. Robertson                           | 4   | 9   | 5   | DNF |     |     |     |     | 27,0   |
| 17          | R. Lacorte A. Belicchi G. Sernagiotto  | 11  | 12  | 12  | 12  | 11  | 8   | 14  | 24  | 21,5   |
| 18          | J. van Uitert                          | 7   |     |     |     |     | 6   |     |     | 16,0   |
| 19          | M. Simpson G. Smith                    | 28  | 9   | 5   | DNF |     |     |     |     | 12,5   |
| 20          | J. King                                |     |     | 4   | DNF |     |     |     |     | 12,0   |
| 21          | M. Patterson K. Yamashita A. Fjordbach | 12  | 7   | 11  | 11  | 10  | 24  | DNF |     | 11,0   |
| 22          | O. Jarvis                              | 28  | 6   |     |     |     |     |     |     | 8,5    |
| 23          | R. Cullen                              |     |     |     |     |     | 23  |     |     | 2,0    |
| 24          | L. Ghiotto                             |     | 11  |     |     |     |     |     |     | 0,5    |
| 25          | C. Dyson                               |     |     |     | DNF |     |     |     |     | 0,0    |
| Gaststarter |                                        |     |     |     |     |     |     |     |     |        |
| –           | N. Berthon                             | 3   |     |     |     |     |     | 4   |     | –      |
| –           | L. Derani L. Duval                     | 3   |     |     |     |     |     |     |     | –      |
| –           | R. Dumas L. Delétraz                   |     |     |     |     |     |     | 4   |     | –      |
| –           | R. Rusinov J. Vergne                   |     |     |     | 7   |     |     | 9   |     | –      |
| –           | J. van Uitert                          |     |     |     | 7   |     |     | 17  |     | –      |
| –           | N. Jamin J. Canal M. Vaxivière         |     |     |     |     |     |     | 7   |     | –      |
| –           | M. Jensen                              |     |     |     |     |     |     | 9   |     | –      |
| –           | P. Lafargue P. Chatin R. Bradley       |     |     |     |     |     |     | 10  |     | –      |
| –           | T. Dillmann B. Spengler O. Webb        |     |     |     |     |     | 27  | DNF |     | –      |
| –           | J. Falb S. Trummer M. McMurry          |     |     |     |     |     |     | 11  |     | –      |
| –           | H. Hedman B. Hanley                    |     |     |     |     | 12  |     | 16  |     | –      |
| –           | C. Braun                               |     |     |     |     | 12  |     |     |     | –      |
| –           | N. Yamanaka N. Foster R. Merhi         |     |     |     |     |     | 28  | 18  |     | –      |
| –           | T. Calderón S. Flörsch B. Visser       |     |     |     |     |     |     | 13  |     | –      |
| –           | P. Pilet K. Tilley J. Kennard          |     |     |     |     |     |     | 15  |     | –      |
| –           | R. van der Zande                       |     |     |     |     |     |     | 16  |     | –      |
| –           | W. Owen A. Brundle                     |     |     |     |     |     |     | 17  |     | –      |
| –           | G. Grist A. Kapadia A. Wells           |     |     |     |     |     |     | 28  |     | –      |
| –           | J. Smiechowski R. Binder M. Issaakjan  |     |     |     |     |     |     | 42  |     | –      |
| –           | J. Allen V. Capillaire C. Milesi       |     |     |     |     |     |     | DNF |     | –      |
| –           | M. Rojas T. Buret J. Montoya           |     |     |     |     |     |     | DNF |     | –      |
| –           | R. Cullen O. Jarvis N. Tandy           |     |     |     |     |     |     | DNF |     | –      |
| –           | J. Hirschi K. Tereschenko T. Gommendy  |     |     |     |     |     |     | DNF |     | –      |
| –           | A. Tambay E. Maris C. d’Ansembourg     |     |     |     |     |     |     | DNF |     | –      |
| Pos.        | Fahrer                                 | SIL | FUJ | SHA | BRN | AUS | SPA | LMS | BRN | Punkte |

| Farbe    | Bedeutung                                             |
| -------- | ----------------------------------------------------- |
| Gold     | Sieger                                                |
| Silber   | 2. Platz                                              |
| Bronze   | 3. Platz                                              |
| Grün     | Klassifiziert innerhalb der Top 10                    |
| Hellblau | Klassifiziert innerhalb der Punkteränge (ab Platz 11) |
| Blau     | Klassifiziert außerhalb der Punkteränge               |
| Violett  | Rennen nicht beendet (DNF)                            |
| Violett  | nicht klassifiziert (NC)                              |
| Rot      | nicht qualifiziert (DNQ)                              |
| Schwarz  | disqualifiziert (DSQ)                                 |
| Weiß     | nicht am Start (DNS)                                  |
| Weiß     | zurückgezogen (WD)                                    |
| Weiß     | Rennen abgesagt (C)                                   |
| Blanko   | nicht teilgenommen                                    |
| Blanko   | gemeldet, aber nicht teilgenommen (DNP)               |
| Blanko   | verletzt oder krank (INJ)                             |
| Blanko   | ausgeschlossen (EX)                                   |

### Fahrerweltmeisterschaft der GT-Fahrer
Für die Fahrerweltmeisterschaft der GT-Fahrer (GT FIA World Endurance Drivers Championship) sind alle Piloten in einem Gran Turismo wertungsberechtigt. Die Punkte werden nach dem folgenden System vergeben. Zusätzlich gibt es einen Bonuspunkt für die Fahrer, die in der GT-Klasse auf der Pole-Position stehen.
| Renndistanz           | 1. | 2. | 3. | 4. | 5. | 6. | 7. | 8. | 9. | 10. | Klassifiziert |
| --------------------- | -- | -- | -- | -- | -- | -- | -- | -- | -- | --- | ------------- |
| 4 Stunden/6 Stunden   | 25 | 18 | 15 | 12 | 10 | 8  | 6  | 4  | 2  | 1   | 0,5           |
| 1000 Meilen/8 Stunden | 38 | 27 | 23 | 18 | 15 | 12 | 9  | 6  | 3  | 2   | 1             |
| 24 Stunden            | 50 | 36 | 30 | 24 | 20 | 16 | 12 | 8  | 4  | 2   | 1             |

| Pos.        | Fahrer                                     | SIL | FUJ | SHA | BRN | AUS | SPA | LMS | BRN | Punkte |
| ----------- | ------------------------------------------ | --- | --- | --- | --- | --- | --- | --- | --- | ------ |
| 01          | N. Thiim M. Sørensen                       | 17  | 13  | 17  | 13  | 13  | 10  | 22  | 12  | 172,0  |
| 02          | M. Martin                                  | 15  | 15  | 16  | 15  | 16  | 11  | 20  | 11  | 160,0  |
| 03          | M. Christensen K. Estre                    | 14  | 14  | 14  | 19  | 14  | 9   | 35  | 8   | 148,0  |
| 04          | A. Lynn                                    | 15  | 15  | 16  | 15  | 16  | 11  | 20  |     | 142,0  |
| 05          | J. Calado                                  | 16  | 16  | 13  | 16  | 15  | 12  | 21  | 19  | 132,0  |
| 06          | A. Pier Guidi                              | 16  | 16  | 13  | 16  | 15  | 12  | 21  |     | 131,0  |
| 07          | G. Bruni R. Lietz                          | 13  | 18  | 15  | 17  | 21  | 13  | 31  | 9   | 111,0  |
| 08          | D. Rigon M. Molina                         | DNF | 17  | 18  | 14  | 17  | 14  | DNF | 10  | 86,0   |
| 09          | H. Tincknell                               |     |     |     |     |     |     | 20  |     | 50,0   |
| 10          | R. Westbrook                               |     |     |     |     |     |     | 22  | 11  | 48,0   |
| 11          | S. Yoluc C. Eastwood J. Adam               | 24  | 19  | 19  | DNF | 19  | 17  | 24  | 21  | 47,5   |
| 12          | F. Perrodo E. Collard N. Nielsen           | 18  | 20  | 22  | 22  | 23  | 15  | 26  | 14  | 47,0   |
| 13          | L. ten Voorde                              |     |     | 20  | 18  |     |     | 27  | 13  | 40,0   |
| 14          | D. Serra                                   |     |     |     |     |     |     | 21  | 19  | 37,0   |
| 15          | E. Perfetti                                | 23  | 25  | 23  | 27  | 22  | 18  | 27  | 13  | 29,5   |
| 16          | C. Ried R. Pera                            | 22  | 23  | 28  | 24  | 24  | 16  | 25  | 20  | 28,5   |
| 17          | M. Campbell                                | 22  | 23  | 28  | 24  | 24  | 16  | 25  |     | 27,5   |
| 18          | P. Dalla Lana R. Gunn                      | 19  | 29  | 21  | 20  | 20  | 25  | 33  | 22  | 24,0   |
| 19          | B. Keating J. Bleekemolen                  | 27  | 21  | 20  | 18  | 30  | 20  | 40  | 18  | 21,5   |
| 20          | D. Turner                                  | 19  | 29  | 21  | 20  | 20  |     |     |     | 20,5   |
| 21          | M. Cairoli                                 | 23  | 25  | 23  | 27  | 22  | 18  | 27  |     | 17,5   |
| 22          | M. Wainwright B. Barker                    | 21  | 26  | 27  | 21  | 25  | 26  | 29  | 17  | 17,0   |
| 23          | A. Watson                                  | 21  | 26  | 27  | 21  | 25  | 26  | 29  |     | 15,0   |
| 24          | J. Bergmeister                             |     |     |     |     |     |     |     | 13  | 12,0   |
| 25          | K. Cozzolino                               | 20  | 22  | 25  | 25  | 29  |     | DNF | 23  | 8,0    |
| 26          | T. Flohr F. Castellacci G. Fisichella      | 26  | 24  | 26  | 23  | 26  | 21  | 39  | 16  | 7,5    |
| 27          | M. Ishikawa O. Beretta                     | 20  | 22  | 25  | 25  | 29  |     |     |     | 7,0    |
| 28          | K. Al Qubaisi                              |     |     |     | DNF |     |     |     | 15  | 6,0    |
| 28          | J. Evans M. Holzer                         |     |     |     |     |     |     |     | 15  | 6,0    |
| 29          | B. Grimes                                  | 25  | 28  | 29  | 26  | 27  | 22  | 41  | 23  | 5,5    |
| 30          | F. Makowiecki                              |     |     |     |     |     |     | 31  |     | 5,0    |
| 31          | F. Fraga                                   | 27  | 21  |     |     | 30  | 20  | 40  |     | 4,5    |
| 32          | J. Mowlem C. Hollings                      | 25  | 28  | 29  | 26  | 27  | 22  | 41  |     | 4,5    |
| 33          | L. Hörr                                    |     |     |     |     | 22  | 18  |     |     | 3,0    |
| 34          | A. Farfus                                  |     |     |     |     |     | 25  | 33  |     | 2,5    |
| 35          | A. Picariello                              |     |     |     |     |     |     |     | 17  | 2,0    |
| 36          | D. Heinemeier Hansson                      |     | 25  | 23  | 27  |     |     |     |     | 2,0    |
| 37          | T. Preining                                | 29  | 27  | 24  | DNF | 28  |     | DNF |     | 2,0    |
| 38          | L. Vanthoor                                |     |     |     |     |     |     | 35  |     | 1,0    |
| 39          | C. Noble                                   |     |     |     |     |     |     |     | 23  | 1,0    |
| 39          | D. Olsen                                   |     |     |     |     |     |     |     | 20  | 1,0    |
| 39          | D. Pereira                                 |     |     |     |     |     |     |     | 18  | 1,0    |
| 39          | P. Lamy                                    |     |     |     |     |     |     |     | 22  | 1,0    |
| 40          | G. Giraudi R. Sanchez                      | 29  |     |     |     |     | 20  |     |     | 1,0    |
| 41          | A. De Leener                               |     | 27  |     | DNF | 28  |     | DNF |     | 1,0    |
| 42          | D. Kolkmann                                | 23  |     |     |     |     |     |     |     | 0,5    |
| 43          | S. Hoshino                                 |     | 27  |     |     |     |     |     |     | 0,5    |
| 44          | A. Negro W. Bamber                         |     |     | 24  |     |     |     |     |     | 0,5    |
| 45          | B. Curtis                                  |     |     |     |     | 28  |     |     |     | 0,5    |
| 46          | L. Legeret                                 |     |     |     |     |     | 20  |     |     | 0,5    |
| 47          | D. Bastien                                 |     |     |     |     |     |     | DNF |     | 0,0    |
| 47          | S. Bird                                    |     |     |     |     |     |     | DNF |     | 0,0    |
| 47          | T. Kimura V. Abril                         |     |     |     |     |     |     | DNF |     | 0,0    |
| Gaststarter |                                            |     |     |     |     |     |     |     |     |        |
| –           | S. Bourdais O. Pla J. Gounon               |     |     |     |     |     |     | 23  |     | –      |
| –           | J. Magnussen                               |     |     |     |     | 18  |     | 30  |     | –      |
| –           | M. Rockenfeller                            |     |     |     |     | 18  |     |     |     | –      |
| –           | R. Heistand M. Root                        |     |     |     |     |     |     | 30  |     | –      |
| –           | F. Piovanetti O. Negri C. Ledogar          |     |     |     |     |     |     | 32  |     | –      |
| –           | M. Gostner R. Frey M. Gatting              |     |     |     |     |     |     | 34  |     | –      |
| –           | V. Inthraphuvasak L. Légeret J. Andlauer   |     |     |     |     |     |     | 36  |     | –      |
| –           | C. Schiavoni S. Pianezzola P. Ruberti      |     |     |     |     |     |     | 37  |     | –      |
| –           | P. Prette L. Prette V. Abril               |     |     | 30  |     |     |     |     |     | –      |
| –           | H. Felbermayr M. Beretta M. van Splunteren |     |     |     |     |     |     | 38  |     | –      |
| –           | S. Brooks J. Piguet A. Laskaratos          |     |     |     |     |     |     | 43  |     | –      |
| –           | M. Chen M. Gomes T. Blomqvist              |     |     |     |     |     |     | DNF |     | –      |
| –           | R. Mastronardi M. Cressoni A. Piccini      |     |     |     |     |     |     | DNF |     | –      |
| –           | C. MacNeil J. Segal T. Vilander            |     |     |     |     |     |     | DNF |     | –      |
| –           | C. Ulrich S. Görig A. West                 |     |     |     |     |     |     | DNF |     | –      |
| –           | D. Cameron M. Griffin A. Scott             |     |     |     |     |     |     | DNF |     | –      |
| Pos.        | Fahrer                                     | SIL | FUJ | SHA | BRN | AUS | SPA | LMS | BRN | Punkte |

| Farbe    | Bedeutung                                             |
| -------- | ----------------------------------------------------- |
| Gold     | Sieger                                                |
| Silber   | 2. Platz                                              |
| Bronze   | 3. Platz                                              |
| Grün     | Klassifiziert innerhalb der Top 10                    |
| Hellblau | Klassifiziert innerhalb der Punkteränge (ab Platz 11) |
| Blau     | Klassifiziert außerhalb der Punkteränge               |
| Violett  | Rennen nicht beendet (DNF)                            |
| Violett  | nicht klassifiziert (NC)                              |
| Rot      | nicht qualifiziert (DNQ)                              |
| Schwarz  | disqualifiziert (DSQ)                                 |
| Weiß     | nicht am Start (DNS)                                  |
| Weiß     | zurückgezogen (WD)                                    |
| Weiß     | Rennen abgesagt (C)                                   |
| Blanko   | nicht teilgenommen                                    |
| Blanko   | gemeldet, aber nicht teilgenommen (DNP)               |
| Blanko   | verletzt oder krank (INJ)                             |
| Blanko   | ausgeschlossen (EX)                                   |